# Кубок обладателей кубков КОНКАКАФ
Кубок обладателей кубков КОНКАКАФ — международный футбольный турнир, проводившийся КОНКАКАФ с 1991 по 1998 год. Он разыгрывался среди обладателей национальных футбольных кубков стран региона, последние три турнира были отменены, а затем на смену ему пришёл Кубок гигантов КОНКАКАФ, который был разыгран единственный раз.

## Победители
| Год  | Победитель        | Финалист        |
| ---- | ----------------- | --------------- |
| 1991 | Атлетико Марте    | Комуникасьонес  |
| 1992 | Не разыгрывался   | Не разыгрывался |
| 1993 | Монтеррей         | Реал Эспанья    |
| 1994 | Некакса           | Аурора          |
| 1995 | Эстудиантес Текос | Фирпо           |
| 1996 | Не завершён       | Не завершён     |
| 1997 | Не завершён       | Не завершён     |
| 1998 | Не завершён       | Не завершён     |